# Гуго фон Шпонгайм
Гуго фон Шпонгайм (нім. Hugo von Sponheim; д/н — 1 липня 1137) — церковний діяч Священної Римської імперії, 24-й архієпископ Кельна у 1137 році.

## Життєпис
Походив з шляхетського роду Шпонгаймів, його графської гілки. Ймовірно був четвертим сином графа Стефана II фон Шпонгайма, та Софії фон Формбах. 1096 року втратив батька. Замолоду присвячений до церковної служби. Перша письмова згадка відноситься до 1127 року, на той час Гуго був вже деканом Старого Кельнського собору.
1129 року стає пробстом абатства Св. Марії в Аахені. 1130 року за підтримки Кельнського архієпископа Фрідріха I фон Шварценбурга заснував премонстрантське абатство Кнехтштеден у Дормагені поблизу Нойса. Але статут абатства було затверджено лише 1134 року.
1137 року супроводжував імператора Лотаря II в його другому поході до Італії. Після смерті архієпископа Бруно II обирається новим очільником Кельнської єпархії. Втім невдовзі після висвячення на посаду Гуго фон Шпонгайм помер в м.Барі. Новим архієпископом Кельна став Арнольд I.